# Orneore Metelli
Orneore Metelli (Terni, 2 giugno 1872 – Terni, 26 novembre 1938) è stato un pittore italiano. Calzolaio di professione, si accostò alla pittura come passatempo superati cinquant'anni, quando problemi fisici gli impedirono di continuare a partecipare alla banda cittadina nel tempo libero. Sebbene in vita non si fosse mai considerato un pittore professionista, dopo la morte è stato riscoperto e acclamato come uno dei maggiori pittori naif italiani. 

## Biografia

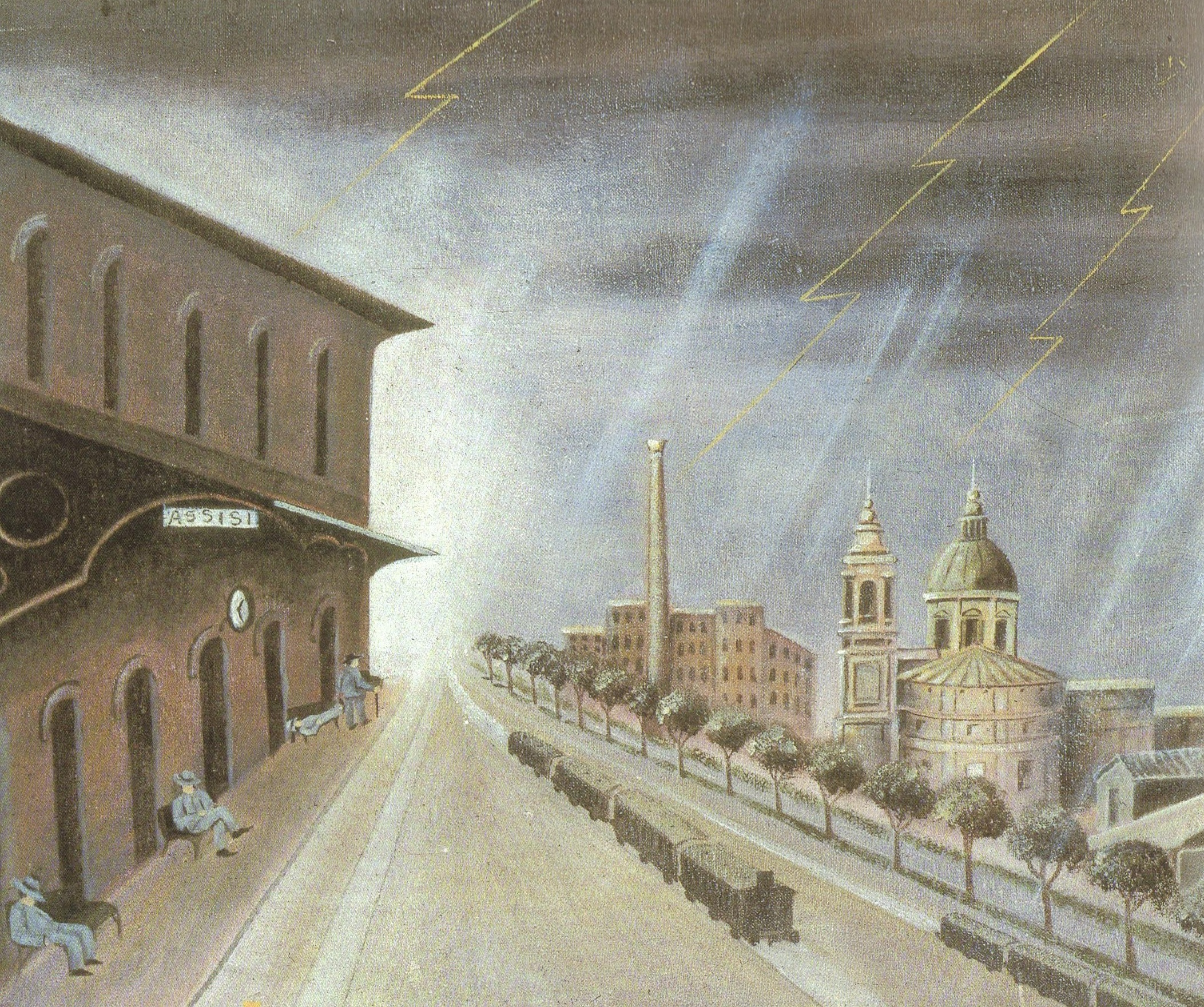
Temporale alla stazione di Assisi, 1938

Orneore Metelli nacque a Terni da una famiglia borghese. Per la gran parte della vita svolse, come il padre, l'attività di calzolaio e in questo ruolo ottenne vari riconoscimenti sia in ambito locale che nazionale. La calzoleria Metelli era in quegli anni un punto di riferimento per la produzione artigianale di calzature di ottima fattura e la clientela era costituita da nobili, alto-borghesi, ufficiali e prelati che vedevano in Orneore un sicuro interlocutore per scarpe create con ineccepibile maestria.
A questa attività Metelli affiancava un impegno nella musica entrando, come primo bombardino, nella fanfara cittadina e, come primo trombone, nell'orchestra del teatro Verdi.
A causa dei disturbi cardiaci sopravvenuti con l'età, gli fu proibito di bere vino e di affaticarsi suonando la tromba. Questa rinuncia gli costò moltissimo, ma decise di indirizzare la sua creatività verso la pittura, che già aveva cominciato ad esercitare come passatempo nei momenti liberi dal 1922.
Ovviamente considerava le sue creazioni come opere non degne di nota e le teneva più o meno nascoste.
Nel 1936 conobbe il giovane scultore ternano Aurelio De Felice che rimase folgorato dall'inventiva che il calzolaio metteva nelle sue creazioni e gli promise di "renderlo celebre".
Negli anni seguenti l'amicizia e la stima tra i due si consolidò e ad ogni incontro Metelli regalava al concittadino dei suoi quadri ricordandogli scherzosamente la sua promessa.

Metelli morì a Terni per un infarto il 26 novembre 1938.

## Dopo la morte
Per tutta la vita non ebbe nessun rapporto con critici, galleristi o esperti d'arte, ma il suo concittadino De Felice, tenendo fede alla promessa fatta nel 1936, cominciò a mostrare le opere del Metelli in giro per valutare la reazione del pubblico.
La prima prova ufficiosa avvenne nel 1942, durante la mostra retrospettiva organizzata da Ugo Castellani e Aurelio De Felice a Terni, presso il palazzo Carrara.
La successiva, nel 1945, alla Galleria del Secolo in Via Veneto a Roma, fu un grande successo, anche se circoscritto. Una mostra dell'anno seguente, sempre a Roma, pur non essendo molto apprezzata dal pubblico, attirò un'insperata attenzione della stampa grazie a un concorso per la migliore recensione, vinto dal poeta Libero de Libero.
Il concorso portò una valanga di articoli e il nome di Metelli varcò per la prima volta i confini nazionali. Nel 1947 la Kunsthalle di Berna, seguita da altre città elvetiche, chiese di poter avere le opere di Metelli per realizzare una mostra postuma.
Le mostre svizzere furono un successo di pubblico e di critica e la stampa italiana specializzata lanciò il suo nome tra i grandi dell'arte.
Il giornalista Zavattini, scrisse su "Il Minuto" (giornale di Roma) del 16 giugno 1946: «Metelli sublima sempre la cosa, la persona, l'avvenimento, la sua stessa firma, con lo stile della memoria, essendo uno che più che vedere ricorda e, ancor più preciso, vede per ricordare».
Il suo stile si rifà a una visione del mondo in cui la realtà sembra una scena teatrale; lo stesso Metelli scrisse: «...mi pareva che tutta la città fosse una meravigliosa e non veduta scena dipinta e luminosa e piena di mille forme e mille apparenze e l'azioni di quel tempo simili a quelle che son rappresentate nei teatri».
Lo studioso di storia locale Pompeo De Angelis, autore di una minibiografia edita nel 1997, lo definisce "progressista ma triste", "pittore pieno di idee".

## Riconoscimenti
A lui è intitolato l'Istituto Statale d'Arte di Terni.
Gli è stato dedicato un asteroide, 7260 Metelli.